# Kanichi Miyama
Kanichi Miyama (美山 寛一 Miyama Kanichi?, 2 de diciembre de 1847—29 de julio de 1936) fue un ministro cristiano japonés.

## Inicios
Miyama nació con el nombre Naito Kyojiro el 2 de diciembre de 1847 en el dominio de Chōshū, provincia de Nagato, Japón. Era el segundo hijo en una familia de samurai. Más tarde se convirtió en el sucesor de la familia Miyama, por lo que en 1871 cambió su nombre a Kanichi Miyama. Asistió a escuelas militares durante gran parte de su vida, aunque después de fracasar en la Academia Naval Imperial Japonesa, consiguió un trabajo en el Ministerio del Ejército. Luego abrió un negocio y tras fracasar el mismo, en 1875 decidió irse a los Estados Unidos.

## Carrera
Miyama llegó a San Francisco en 1875. Después de escuchar un sermón expuesto por Otis Gibson, se convirtió al cristianismo y fue bautizado por Merriman Colbert Harris. Se convirtió en ministro cristiano en 1884 y empezó a ayudar oficialmente a Gibson con la congregación japonesa, la que se convirtió en la primera iglesia metodista japonesa de los Estados Unidos. Miyama también fue el primer presidente de Fukuinkai o Sociedad Japonesa del Evangelio. Al regresar a Japón en 1885, fundó varias subsidiarias de la organización en Tokio y Yokohama. Miyama fue ordenado diácono y a continuación se fue a Hawái en 1887, en donde fundó la iglesia japonesa de Honolulu. Esta fue la primera iglesia cristiana japonesa en Hawái, que luego se dividió en la Iglesia Congregacional Nuuanu y en la Iglesia Metodista Harris.. Miyama y el Cónsul General Taro Ando también fundaron la Asociación Japonesa de Ayuda Mutua, que después se denominaría la Sociedad de Benevolencia Japonesa.
En 1990 Miyama regresó de nuevo a Japón y fundó la Iglesia Metodista de Nagoya. En abril de 1893 se trasladó a una iglesia en Ginza. Al final, se trasladó de nuevo en marzo de 1896 a Kamakura, en donde fundó la Iglesia Metodista de Kamakura en 1903. Se jubiló en 1920 y siguió viviendo en Kamakura hasta su muerte el 29 de julio de 1936.